# Liste der Baudenkmäler in Hallenberg
Die Liste der Baudenkmäler in Hallenberg enthält die denkmalgeschützten Bauwerke auf dem Gebiet der Stadt Hallenberg im Hochsauerlandkreis in Nordrhein-Westfalen (Stand: 16. März 2021). Diese Baudenkmäler sind in der Denkmalliste der Stadt Hallenberg eingetragen; Grundlage für die Aufnahme ist das Denkmalschutzgesetz Nordrhein-Westfalen (DSchG NRW).

Baudenkmäler sind „Denkmäler, die aus baulichen Anlagen oder Teilen baulicher Anlagen bestehen“. Die Denkmalliste der Stadt Hallenberg umfasst 52 Baudenkmäler, darunter 20 Wohnhäuser, neun Kleindenkmäler wie Heiligenhäuschen oder Kreuzwegstationen, sechs Wohn- und Geschäftshäuser, je fünf Kirchen und Kapellen, zwei landwirtschaftliche Gebäude sowie ein öffentliches Gebäude, ein Backhaus und eine Wehranlage. Von den insgesamt 52 Baudenkmälern befinden sich 36 in der Ortschaft Hallenberg, je sechs in Braunshausen und Hesborn sowie vier in Liesen.

## Allgemein
- Bild: Bild des Kulturdenkmals, ggf. zusätzlich mit einem Link zu weiteren Fotos des Kulturdenkmals im Medienarchiv Wikimedia Commons
- Bezeichnung: Name des Kulturdenkmals
- Lage: Straßenname und Hausnummer oder Flurstücknummer des Kulturdenkmal, gegebenenfalls auch den Ortsteil. Die Grundsortierung der Liste erfolgt nach dieser Adresse. Der Link (Karte) führt zu verschiedenen Kartendiensten mit der Position des Kulturdenkmals. Fehlt dieser Link, wurden die Koordinaten noch nicht eingetragen. Sind diese bekannt, können sie über ein Tool mit einer Kartenansicht einfach nachgetragen werden. In dieser Kartenansicht sind Kulturdenkmale ohne Koordinaten mit einem roten bzw. orangen Marker dargestellt und können durch Verschieben auf die richtige Position in der Karte mit Koordinaten versehen werden. Kulturdenkmale ohne Bild sind an einem blauen bzw. roten Marker erkennbar.
- Beschreibung: Kurzcharakteristik des Kulturdenkmals
- Bauzeit: Baubeginn, Fertigstellung, Datum der Erstnennung oder grobe zeitliche Einordnung entsprechend des Eintrags in der zuständigen Denkmaldatenbank
- Eingetragen seit: Datum der Erfassung in der zuständigen Denkmaldatenbank

## Baudenkmäler
Nach Straßen geordnet und per Klick auf das schwarze Dreieck (Lage) nach Ortsteilen sortierbar.
| Bild                        | Bezeichnung                                        | Lage                                                               | Beschreibung | Bauzeit | Eingetragen seit | Denkmal- nummer |
| --------------------------- | -------------------------------------------------- | ------------------------------------------------------------------ | --- | ------- | ---------------- | --------------- |
| BW                          | Kapellchen/Gebetsstätte                            | Hesborn Ortsausgang Richtung Medelon Karte                         | |         | 15.05.1985       | A040            |
|                             | Heiligenhäuschen                                   | Hesborn Weg zur Kläranlage (Friedenseiche)                         | |         | 15.05.1985       | A041            |
| weitere Bilder              | Heiligenhäuschen                                   | Liesen Ortsausgang Liesen Richtung Hesborn                         | |         | 15.05.1985       | A042            |
| BW                          | Stolzenberg                                        | Hesborn Am Bückling Karte                                          | auch als Bodendenkmal eingetragen |         | 13.12.1984       | A037            |
| Wohnhaus                    | Wohnhaus                                           | Hallenberg Am Kump 1 Karte                                         | |         | 10.01.1984       | A034            |
| Stadtmauerrest              | Stadtmauerrest                                     | Hallenberg An der Mauer Karte                                      | |         | 30.12.1983       | A018            |
| BW                          | Wohnhaus                                           | Hallenberg An der Mauer 11 Karte                                   | |         | 15.05.1985       | A038            |
| BW                          | Hl.-Grab-Kapelle                                   | Hallenberg Auf dem Kreuzberg Karte                                 | |         | 30.12.1983       | A010            |
| Valentinuskapelle           | Valentinuskapelle                                  | Hallenberg Bahnhofstraße 1 Karte                                   | |         | 30.12.1983       | A007            |
| BW                          | Freier Stein                                       | Liesen Breidenweg Karte                                            | |         | 23.05.1984       | A036            |
| BW                          | Hofanlage                                          | Braunshausen Brunnenweg 4 Karte                                    | |         | 01.10.1987       | A051            |
| Wohnhaus                    | Wohnhaus                                           | Hallenberg Burgstraße 3 Karte                                      | |         | 06.10.1989       | A053            |
| Backhaus                    | Backhaus                                           | Hallenberg Burgstraße 4 Karte                                      | |         | 30.12.1983       | A021            |
| Wohnhaus                    | Wohnhaus                                           | Liesen Dorfstraße 13 Karte                                         | |         | 15.05.1985       | A043            |
| Alte Pfarrkirche St. Thomas | Alte Pfarrkirche St. Thomas                        | Liesen Dorfstraße 22 Karte                                         | wurde 1962 von der am Ortsrand von Liesen neu erbauten Kirche St. Thomas der Apostel abgelöst; die alte Kirche dient heute als Pfarrheim | 1746    | 30.12.1983       | A013            |
| Antoniusstein               | Antoniusstein                                      | Hallenberg Grabenstraße/Nothelferweg                               | | 1777    | 30.09.2004       | A054            |
|                             | Jagdhäuser Radenstein                              | Hallenberg Heideweg                                                | |         | 10.09.2013       | A055            |
| BW                          | Wohnhaus mit Gaststätte                            | Braunshausen Hirtenweg 19 Karte                                    | |         | 16.09.1986       | A048            |
| BW                          | Wohnhaus und ehemaliges Wirtschaftsgebäude         | Braunshausen Höfestraße 2 Karte                                    | |         | 16.09.1986       | A047            |
| BW                          | Wohnhaus                                           | Braunshausen Höfestraße 11 Karte                                   | |         | 15.05.1985       | A044            |
| BW                          | Wohn- und Wirtschaftsgebäude                       | Braunshausen Höfestraße 13 Karte                                   | |         | 15.05.1985       | A045            |
| weitere Bilder              | Pfarrkirche                                        | Hallenberg Kirchstraße 1 Karte                                     | |         | 30.12.1983       | A005            |
| Wohnhaus                    | Wohnhaus                                           | Hallenberg Kirchstraße 3 Karte                                     | |         | 10.01.1984       | A035            |
| Pfarrkirche St. Goar        | Pfarrkirche St. Goar                               | Hesborn Kirchweg 2 Karte                                           | |         | 30.12.1983       | A014            |
| BW                          | Steinfragment                                      | Hesborn Kirchweg 2 (Kirchturm) Karte                               | |         | 30.12.1983       | A016            |
| Kapelle auf dem Kreuzberg   | Kapelle auf dem Kreuzberg                          | Hallenberg Kreuzberg 27 Karte                                      | |         | 30.12.1983       | A009            |
| BW                          | Kreuzwegstationen                                  | Hallenberg Weg zum Kreuzberg Karte                                 | |         | 30.12.1983       | A011            |
| weitere Bilder              | Petrusbrunnen                                      | Hallenberg Marktplatz Karte                                        | |         | 30.12.1983       | A019            |
| Kriegerdenkmal              | Kriegerdenkmal                                     | Hallenberg Merklinghauser Straße (bei der Wallfahrtskapelle) Karte | |         | 30.12.1983       | A020            |
| Wohn- und Bürohaus          | Wohn- und Bürohaus                                 | Hallenberg Merklinghauser Straße 15 Karte                          | |         | 20.12.1983       | A004            |
| Wohn- und Geschäftshaus     | Wohn- und Geschäftshaus                            | Hallenberg Merklinghauser Straße 19 Karte                          | |         | 10.01.1984       | A022            |
| Kreuzwegrelief              | Kreuzwegrelief                                     | Hallenberg Merklinghauser Straße 28 (Nikoleum) Karte               | |         | 30.12.1983       | A012            |
| weitere Bilder              | Wallfahrtskirche Mariä Himmelfahrt                 | Hallenberg Merklinghauser Straße 30 Karte                          | |         | 30.12.1983       | A006            |
| Wohn- und Ferienhaus        | Wohn- und Ferienhaus                               | Hallenberg Mühlenstraße 16 Karte                                   | |         | 10.01.1984       | A027            |
| Kapelle der 14 Nothelfer    | Kapelle der 14 Nothelfer                           | Hallenberg Nothelferweg 3 Karte                                    | |         | 30.12.1983       | A008            |
| Wohn- und Geschäftshaus     | Wohn- und Geschäftshaus                            | Hallenberg Nuhnestraße 6 Karte                                     | |         | 01.12.1983       | A001            |
| Wohn- und Geschäftshaus     | Wohn- und Geschäftshaus                            | Hallenberg Nuhnestraße 8 Karte                                     | |         | 01.12.1983       | A002            |
| Wohngebäude                 | Wohngebäude                                        | Hallenberg Nuhnestraße 10 Karte                                    | |         | 01.12.1983       | A003            |
| Wohnhaus                    | Wohnhaus                                           | Hallenberg Nuhnestraße 12 Karte                                    | |         | 10.01.1984       | A028            |
| Wohnhaus                    | Wohnhaus                                           | Hallenberg Ortstraße 4 Karte                                       | |         | 10.01.1984       | A023            |
| BW                          | Wohnhaus                                           | Hallenberg Ortstraße 8 Karte                                       | |         | 15.05.1985       | A039            |
| Wohnhaus mit Gaststätte     | Wohnhaus mit Gaststätte                            | Hallenberg Petrusstraße 2 Karte                                    | |         | 10.01.1984       | A029            |
| Wohnhaus                    | Wohnhaus                                           | Hallenberg Petrusstraße 6 Karte                                    | |         | 10.01.1984       | A024            |
| Wohnhaus                    | Wohnhaus                                           | Hallenberg Petrusstraße 8 Karte                                    | |         | 10.01.1984       | A030            |
| Wohnhaus                    | Wohnhaus                                           | Hallenberg Petrusstraße 10 Karte                                   | |         | 10.01.1984       | A025            |
| Wohnhaus                    | Wohnhaus                                           | Hallenberg Petrusstraße 11 Karte                                   | |         | 10.01.1984       | A031            |
| Wohn- und Geschäftshaus     | Wohn- und Geschäftshaus                            | Hallenberg Petrusstraße 17, 17a Karte                              | |         | 10.01.1984       | A032            |
| Wohn- und Geschäftshaus     | Wohn- und Geschäftshaus                            | Hallenberg Petrusstraße 22 Karte                                   | |         | 10.01.1984       | A033            |
| BW                          | St.-Bernhard-Figur im Pfarrgarten, jetzt Kirchturm | Hesborn Pfarrgarten Karte                                          | |         | 30.12.1983       | A015            |
| BW                          | Pfarrkirche St. Antonius                           | Braunshausen Pfarrweg 7 Karte                                      | |         | 30.12.1983       | A017            |
| Rathaus                     | Rathaus                                            | Hallenberg Rathausplatz 1 Karte                                    | |         | 10.01.1984       | A026            |
| BW                          | Wohnhaus                                           | Hallenberg Talweg 3 Karte                                          | |         | 01.10.1987       | A050            |